# ماريا في. سنايدر
ماريا في. سنايدر (بالإنجليزية: Maria V. Snyder)‏ (1969، فيلادلفيا في الولايات المتحدة)؛ كاتِبة وروائية أمريكية. درست في جامعة ولاية بنسلفانيا.